# تپه تخت شاه ۴
تپه تخت شاه ۴ مربوط به سده‌های ۶ تا ۹ ه.ق است و در شهرستان زابل، بخش میانکنگی، دهستان قرقری، ۱/۷۲ کیلومتری جنوب غرب روستای تخت عدالت واقع شده و این اثر در تاریخ ۲۸ اسفند ۱۳۸۵ با شمارهٔ ثبت ۱۸۹۷۲ به‌عنوان یکی از آثار ملی ایران به ثبت رسیده است.